# Jan Schöppner
Jan Schöppner (* 12. Juni 1999 in Homberg (Efze)) ist ein deutscher Fußballspieler.

## Werdegang
Der zentrale Mittelfeldspieler begann seine Karriere beim SCW Liemke aus Schloß Holte-Stukenbrock und wechselte im Jahre 2012 in die Jugendabteilung des SC Verl. Sechs Jahre später rückte Schöppner in den Kader der ersten Mannschaft auf. Mit dieser erreichte er in der Saison 2019/20 das Achtelfinale im DFB-Pokal, wo seine Mannschaft am Bundesligisten 1. FC Union Berlin scheiterte. In der Regionalliga-Saison 2019/20 wurde Schöppner mit dem SC Verl Vizemeister hinter dem SV Rödinghausen. Da Rödinghausen keine Lizenz für die 3. Liga beantragte, rückten die Verler zu den Aufstiegsspielen gegen den 1. FC Lokomotive Leipzig nach. Beide Spiele endeten unentschieden, so dass schließlich die Auswärtstorregel den Verlern den Aufstieg in die 3. Liga brachte.
Schöppner wechselte daraufhin zum 1. FC Heidenheim in die 2. Bundesliga. Sein Profidebüt gab er zum Saisonauftakt am 20. September 2020 beim 2:0-Sieg im Heimspiel gegen Eintracht Braunschweig mit Einwechslung für Andreas Geipl in der 79. Minute.

## Auszeichnungen
Jan Schöppner wurde im Frühjahr 2024 in die Jahrhundertelf des SC Verl gewählt.

## Erfolge
1. FC Heidenheim
- Meister 2. Bundesliga 2023 und Aufstieg in die Bundesliga

SC Verl
- Zweiter Regionalliga West 2020